# Дієго Посо
Дієго Посо (ісп. Diego Pozo; нар. 16 лютого 1978, Мендоса) — колишній аргентинський футболіст, що грав на позиції воротаря.
Виступав за національну збірну Аргентини.

## Клубна кар'єра
У дорослому футболі дебютував 1995 року виступами за команду клубу «Годой-Крус», в якій провів десять сезонів, взявши участь у 150 матчах чемпіонату та забивши 5 голів. 
Згодом з 2005 по 2008 рік грав у складі команд клубів «Уракан», «Тальєрес» та «Інституто».
Своєю грою за останню команду привернув увагу представників тренерського штабу клубу «Колон», до складу якого приєднався 2008 року. Відіграв за команду із Санта-Фе наступні п'ять сезонів своєї ігрової кар'єри. Більшість часу, проведеного у складі «Колона», був основним голкіпером команди.
Протягом 2013—2014 років захищав кольори клубів «Уракан» та «Рейнджерс» (Талька).
Завершив професійну ігрову кар'єру у клубі «Спортіво Бельграно».

## Виступи за збірну
2009 року дебютував в офіційних матчах у складі національної збірної Аргентини. Протягом кар'єри у національній команді провів у формі головної команди країни 3 матчі.
У складі збірної був учасником чемпіонату світу 2010 року у ПАР.